# Де Росси (дворянский род)
Де Ро́сси (итал. De Rossi) — русский дворянский род, происходящий от итальянской фамилии, представители которой жили в России. Предок их, архитектор итал. Giovanni de Rossi (1699—1769), выехал из Милана в Петербург при Петре I; стал именоваться Иваном Яковлевичем де Росси.

## Известные представители
- Де Росси, Иван Яковлевич (1699—1769 или 1770), вызванный в Россию при Петре Великом, был строителем дворцов и других зданий.
  - Де Росси, Пётр Иванович — полковник, участвовал в Семилетней войне, был ранен и умер в 1770-х годах.
    - Росси, Игнатий Петрович — генерал-майор, умер от ран, полученных под Бородиным.
      - Росси, Фёдор Игнатьевич (1799—1887) — генерал-лейтенант русской императорской армии.
        - Росси, Евгений Фёдорович (1840—1903) — сенатор.

      - Росси, Пётр Игнатьевич (1809—1875) — генерал-лейтенант Корпуса горных инженеров.